# Pulau Silabok
Pulau Silabok är en ö i Indonesien.   Den ligger i provinsen Sumatera Barat, i den västra delen av landet, 900 km nordväst om huvudstaden Jakarta. Arean är 1,9 kvadratkilometer.
Terrängen på Pulau Silabok är platt. Öns högsta punkt är 61 meter över havet. Den sträcker sig 1,7 kilometer i nord-sydlig riktning, och 1,8 kilometer i öst-västlig riktning.